# 盛田千文
盛田 千文（もりた ちふみ、7月22日 - ）は、日本の女優、女性声優。千葉県出身。

## 出演

### 舞台
- 悪妻身につかず（2015年）主演[1]
- 夜に咲く花（2015年）[2]

### WEBアニメ
- 女優エイガトル（2020年、ちふ）

### WEB（YouTube番組）
- 女優タダダベル（2020年）[3]